# 모노토닉
모노토닉(Monotonik)은 대한민국의 어쿠스토니카 프로젝트 그룹이다.
신해철, 데빈과 결성한 밴드인 비트겐슈타인에서 건반을 맡았고 밴드 문차일드, 엠씨 더 맥스 등에서 프로듀서를 담당했던 빈크와 문차일드와 엠씨 더 맥스의 멤버인 제이 윤이 결성한 프로젝트 그룹으로, 어쿠스틱과 일렉트로니카 장르를 결합한 어쿠스토니카 장르를 추구한다.
2021년 5월 13일 제이윤(윤재웅)씨 향년 39세 나이로 사망했으며, 나머지인 빈크로 단독 활동하고 있다.

## 활동
2008년 2월 14일에 첫 싱글인 《Krazy》를 발매하였고, KBS 측에서 이 곡을 프로그램 《미녀들의 수다》의 주제곡으로 사용하기 시작했다. 능력있는 두 음악가의 결합으로 많은 주목을 받고 있으며, 프로젝트 그룹임에도 불구하고 활동을 계속하기로 하였다.

## 구성원
- 빈크
- 제이 윤 (2021년 사망)

## 음반 목록

### 싱글
- 'Krazy' (2008년, 디지털 싱글)
- '향수병' (2018년, 디지털 싱글)
- '이젠 어른' (2018년, 디지털 싱글)
- 'Spaceboy' (2018년, 디지털 싱글)